# Großkochberg
Großkochberg este o fostă localitate din landul Turingia, Germania. Din 1 decembrie 2007 face parte din Uhlstädt-Kirchhasel.